# Mitsutoshi Tsushima
Mitsutoshi Tsushima (født 30. juli 1974) er en tidligere japansk fodboldspiller.
Han har spillet for flere forskellige klubber i sin karriere, herunder Nagoya Grampus Eight.